# ホルヘ・B・ヴァルガス
ホルヘ・バルトロメ・ヴァルガス (Jorge Bartolome Vargas、1890年8月24日 – 1980年2月22日）は、フィリピンの外交官、弁護士。バルガスとも表記。

## 初期の生涯
西ネグロス州バゴ生まれ。1909年に西ネグロス高等学校を首席卒業し、1911年に教養学士、1914年に法学士の学位をフィリピン大学から授与されている。
フィリピンのアマチュア競技連盟（現在のフィリピンオリンピック委員会)を1911年に創設し、1918年まで委員を務める。1935年から1955年にかけては副議長を務めた。フィリピンの国際オリンピック委員会委員を歴任。

## 官吏としての業績
1914年にフィリピン弁護士会に入会したのち、フィリピン委員会（Philippine Commission）の法務委員となった。彼はその後急速に昇進していき、1917年には内務省主査となった。
1918年、代議院議長のセルヒオ・オスメニャの法務秘書に就任。1936年にはコモンウェルス大統領マニュエル・ケソンの主任補佐官となるが、これがヴァルガスにとってはじめての政府高官の地位であった。
1941年に日本がフィリピンに侵攻した際、ヴァルガスは国防省長官に指名され、さらに数週間後にケソンから大マニラ市市長に任命されケソン亡命後のフィリピン・コモンウェルスを託された。彼が職責を務めた時期には無防備都市宣言と日本軍による1942年1月2日のマニラ占領も含まれる。
1942年にヴァルガスは日本主導のフィリピン行政委員会(en)（比島行政府）議長となる。占領下で彼の子のエドアルドとラモンの兄弟は第一期南方特別留学生として日本に留学し、エドアルドは（旧制）東京高校、ラモンは（旧制）麻布中学で学んだ。第二共和国の準備中に日本側から大統領就任を求められたが、彼はこれを拒否している。その代わり彼は駐日大使となった。彼は日本軍がマニラから撤退する前に「日本の勝利と来るべき時代の繁栄は約束されている」と発言している。
第二次世界大戦後、ヴァルガスは1946年から1954年にかけて国家計画委員会議長を務め、1961年から年1965年にはフィリピン大学管理委員長を務めている。1960年にフィリピン共和国から名誉軍団国家勲章の騎士の位に叙されている。

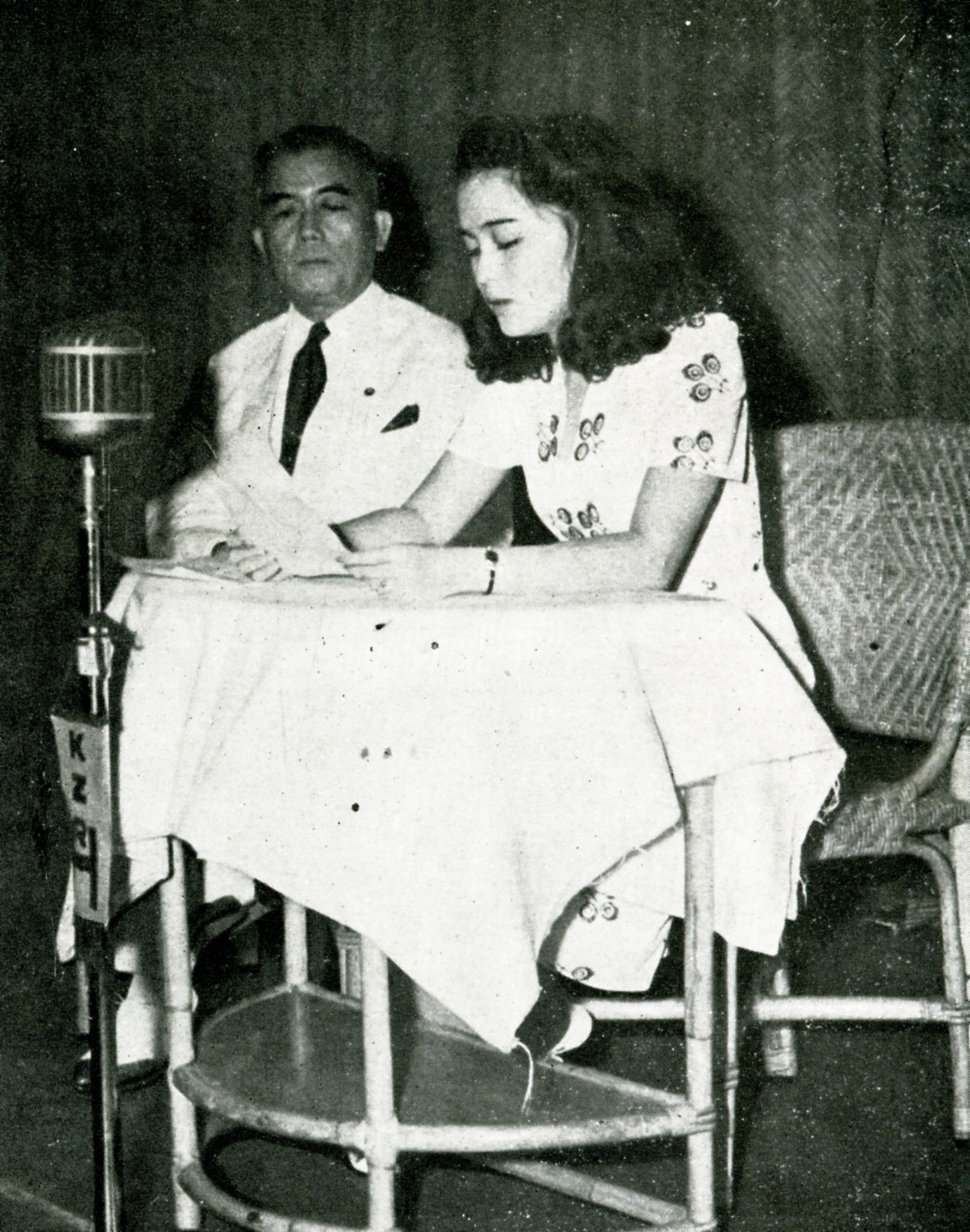
バルガスと娘。1943年。

## スカウト運動への関与
バルガスはボーイスカウトアメリカ連盟フィリピン連盟運営委員となった1935年よりスカウト運動関与し始めた。1936年には他のスカウティング提唱者たちとともにボーイスカウトフィリピン連盟の創設委員となった。
1949年にManuel Camusが死亡した際、ヴァルガスは満場一致でボーイスカウトフィリピン連盟の理事長と総長に選出され、1961年まで務めた。1951年から1957年にかけては世界スカウト委員を務めた。
1951年10月19日から2週間の日程で来日。各地でボーイスカウト連盟らの歓迎式典に出席、ボーイスカウトの訓練などを視察した。
1959年、ヴァルガスはブロンズ・ウルフ章を受章した。このほかに彼はシルバー・タマラウ章（フィリピン）、シルバー・フォックス章（カナダ）、シルバー・アイベック章(オーストリア）、シルバー・ウルフ章(イギリス)、たか章(日本)を受章している。また、ボーイスカウトフィリピン連盟のTanglaw ng Kabataan （若者の光）章の初の受章者である。

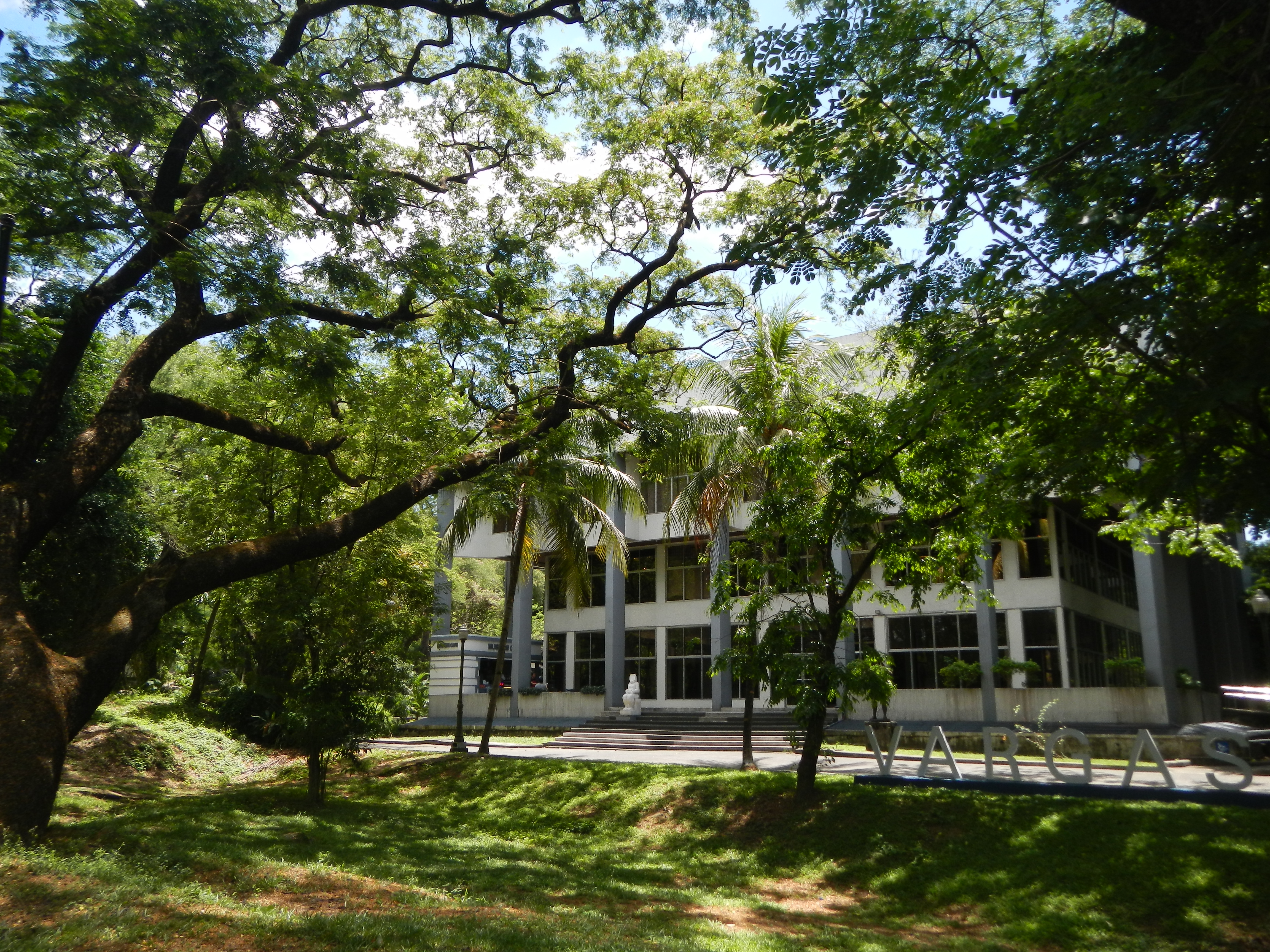
ホルヘ・B・ヴァルガス博物館フィリピン研究センター

## 栄典
- 日本：勲一等旭日大綬章 （1943年10月1日)[8]

## 死去
ホルヘ・B・バルガスは、1980年2月22日にフィリピンのマニラで89歳で亡くなった。